# Bass Brothers
Die Bass Brothers sind ein US-amerikanisches Musikproduzenten-Duo aus Detroit, Michigan, bestehend aus den Brüdern Jeff und Mark Bass. Sie erlangten vor allem durch die Zusammenarbeit mit dem Rapstar Eminem, vor und zu Beginn dessen Karriere, Bekanntheit. Ihnen gehören die Independent-Labels F.B.T. Productions, Web Entertainment und Mashin’ Duck Records.

## Karriere
Die Karriere der Bass Brothers begann bereits 1984 bei Zusammenarbeiten mit dem Musiker Dreamboy. Auch mit dem Künstler George Clinton arbeiteten beide ab Ende der 1980er zusammen. Im Jahr 1992 nahmen sie den Rapper Eminem bei ihrem Label F.B.T. Productions unter Vertrag und formten mit ihm die Rapcrew Bassmint Productions, deren weitere Mitglieder Proof, Chaos Kid, Manics und DJ Buttafingas waren. Die Gruppe benannte sich später in Soul Intent um. Gemeinsam produzierten sie mit Eminem dessen Debütalbum Infinite, das 1996 in einer Auflage von 500 Kassetten und 250 Vinyl-Platten über ihr Label Web Entertainment erschien. Auch bei der Produktion der Slim Shady EP im folgenden Jahr fungierten die Bass Brothers unter dem Namen F.B.T. Productions als Ausführender Produzent.
Als Hauptproduzenten neben Dr. Dre bei Eminems zweitem Album The Slim Shady LP haben sie einen beträchtlichen Anteil an dessen Durchbruch. Auch nach dem Aufstieg des Rappers arbeiteten sie noch an den kommenden weltweit erfolgreichen Alben The Marshall Mathers LP und The Eminem Show sowie an D12s Debütalbum Devils Night mit. Neben ihrer Produzententätigkeit sind sie auch auf einigen Skits der Alben zu hören.
Teilweise arbeiteten die Brüder auch allein. So war Jeff Bass an Text und Produktion des Liedes Lose Yourself von Eminem beteiligt. Der Song erhielt einen Oscar für den besten Song, die Songwriter und damit auch Jeff Bass erhielten zudem den Grammy Award for Best Rap Song.
Im Jahr 2004 eröffneten die Bassbrothers die F.B.T. Studios in Ferndale, Michigan, die zu Aufnahmezwecken gemietet werden können.

## Produktions-Diskografie

### 1984
Dreamboy – Dreamboy
- Don’t Go[7][8]
- I Promise (I Do Love You)

### 1995
Soul Intent – Fuckin’ Backstabber (ganzes Album)

### 1997
Eminem – The Slim Shady EP
- If I Had…

### 1999
Eminem – The Slim Shady LP
- Brain Damage (mit Eminem (Co))
- If I Had (mit Eminem (Co))
- ’97 Bonnie & Clyde (mit Eminem (Co))
- My Fault (mit Eminem)
- Cum on Everybody (mit Eminem (Co))
- Rock Bottom
- Just Don’t Give a Fuck (mit Eminem (Co))
- As the World Turns (mit Eminem (Co))
- I’m Shady (mit Eminem (Co))
- Bad Meets Evil (mit Eminem (Co))
- Still Don’t Give a Fuck (mit Eminem (Co))

### 2000
Eminem – The Marshall Mathers LP
- Marshall Mathers (mit Eminem)
- Drug Ballad (mit Eminem)
- Amityville (mit Eminem)
- Kim
- Under the Influence (mit Eminem)
- Criminal (mit Eminem)
- The Kids (mit Eminem)

### 2001
D12 – Devils Night
- Instigator (Jeff Bass als Co-Produzent, mit Eminem)
- Blow My Buzz (Jeff Bass als Co-Produzent, mit Eminem)
- Devils Night (Jeff Bass als Co-Produzent, mit Eminem)
- These Drugs (Jeff Bass mit Eminem und DJ Head)

### 2002
Eminem – The Eminem Show
- White America (Jeff Bass als Co-Produzent, mit Eminem)
- Cleanin’ Out My Closet (Jeff Bass mit Eminem)
- Without Me (Jeff Bass als Co-Produzent, mit Eminem)
- Sing for the Moment (Jeff Bass als Co-Produzent, mit Eminem)

Eminem – 8 Mile
- Lose Yourself (Jeff Bass als Co-Produzent, mit Eminem und Luis Resto)

### 2005
Tony Yayo – Thoughts of a Predicate Felon
- Drama Setter (Jeff Bass als Co-Produzent, mit Eminem und Luis Resto)

### 2007
T.I. – T.I. vs. T.I.P.
- Touchdown (Jeff Bass mit Eminem)

Swizz Beatz – One Man Band Man
- Top Down (Jeff Bass als Co-Produzent, mit Swizz Beatz und Eric McCaine (Co))

### 2008
George Clinton – George Clinton and His Gangsters of Love (ganzes Album)

### 2009
Eminem – Relapse
- Beautiful (Jeff Bass als Co-Produzent, mit Eminem)